# تئودور پیترسون
تئودور پیترسون (انگلیسی: Teodor Peterson; ۱ مهٔ ۱۹۸۸ – ) اسکی‌باز صحرانوردی اهل سوئد بود.